# Valea Iașului
Valea Iașului – wieś w Rumunii, w okręgu Ardżesz, w gminie Valea Iașului. W 2011 roku liczyła 368 mieszkańców.